# Al-Àzraq (Jordània)
|  | Per a altres significats, vegeu «Al-Àzraq». |

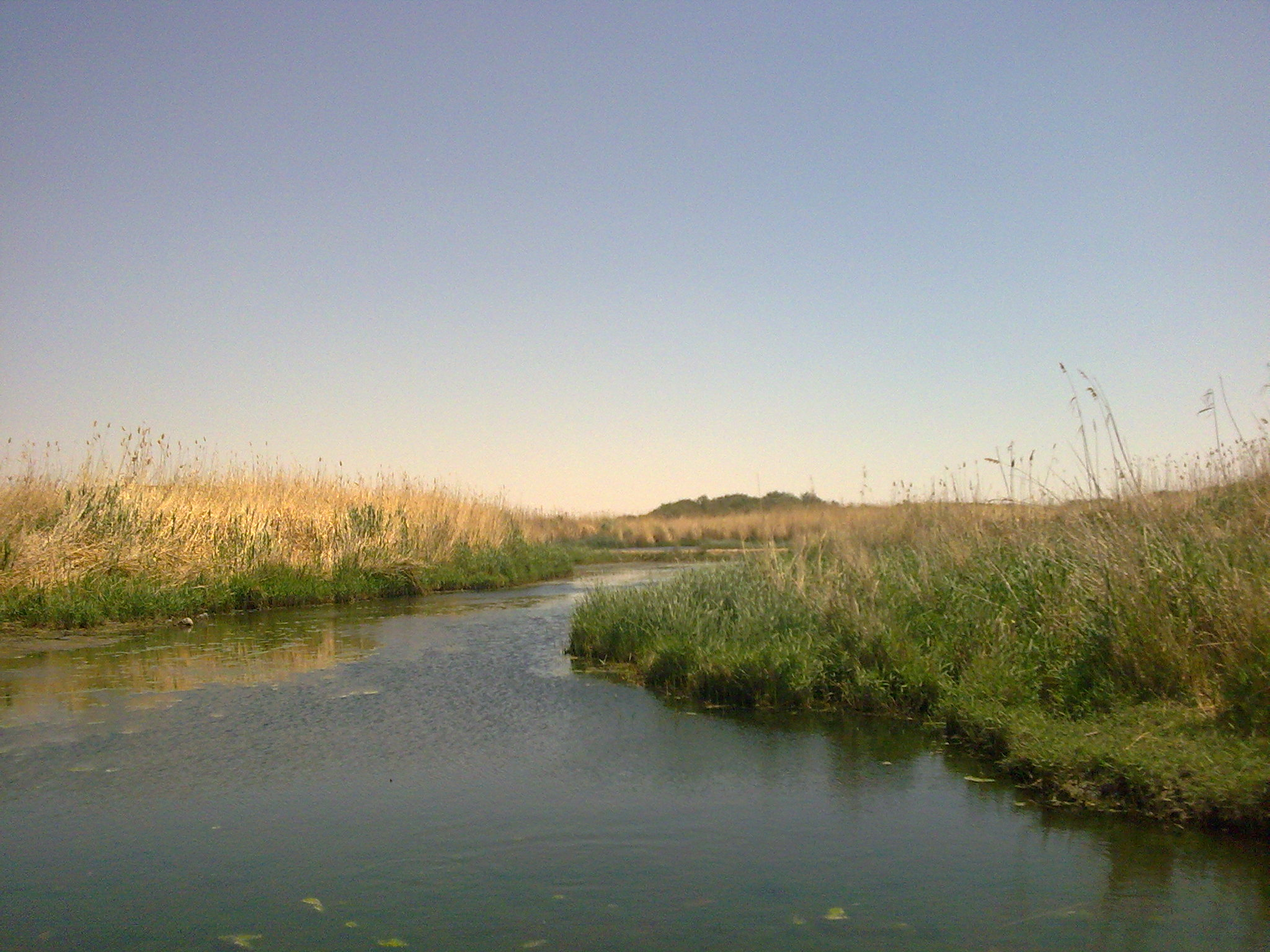
Vista dels aiguamolls d'al-Àzraq

Al-Àzraq (àrab: الأزرق, al-Azraq, literalment ‘el Blau’) és una ciutat enmig del desert, situada a 525 m d'altitud a la part centreoriental de Jordània, dins la governació de Zarqa, 100 km a l'est d'Amman. El 2009 tenia 10.800 habitants (dels quals, segons l'últim cens, el del 2004, el 84,5% tenien la ciutadania jordana; el 55,3% eren homes i el 44,7% restant, dones).
Gràcies al seu oasi, tradicionalment l'única reserva d'aigua dolça en uns 12.000 km² de desert, al-Àzraq és una localitat destacada dins aquesta regió àrida i remota de Jordània. Ho demostra l'important castell basàltic de Qasr al-Àzraq, que existeix des dels temps dels nabateus, si bé el seu aspecte actual és degut als mamelucs.

## Història

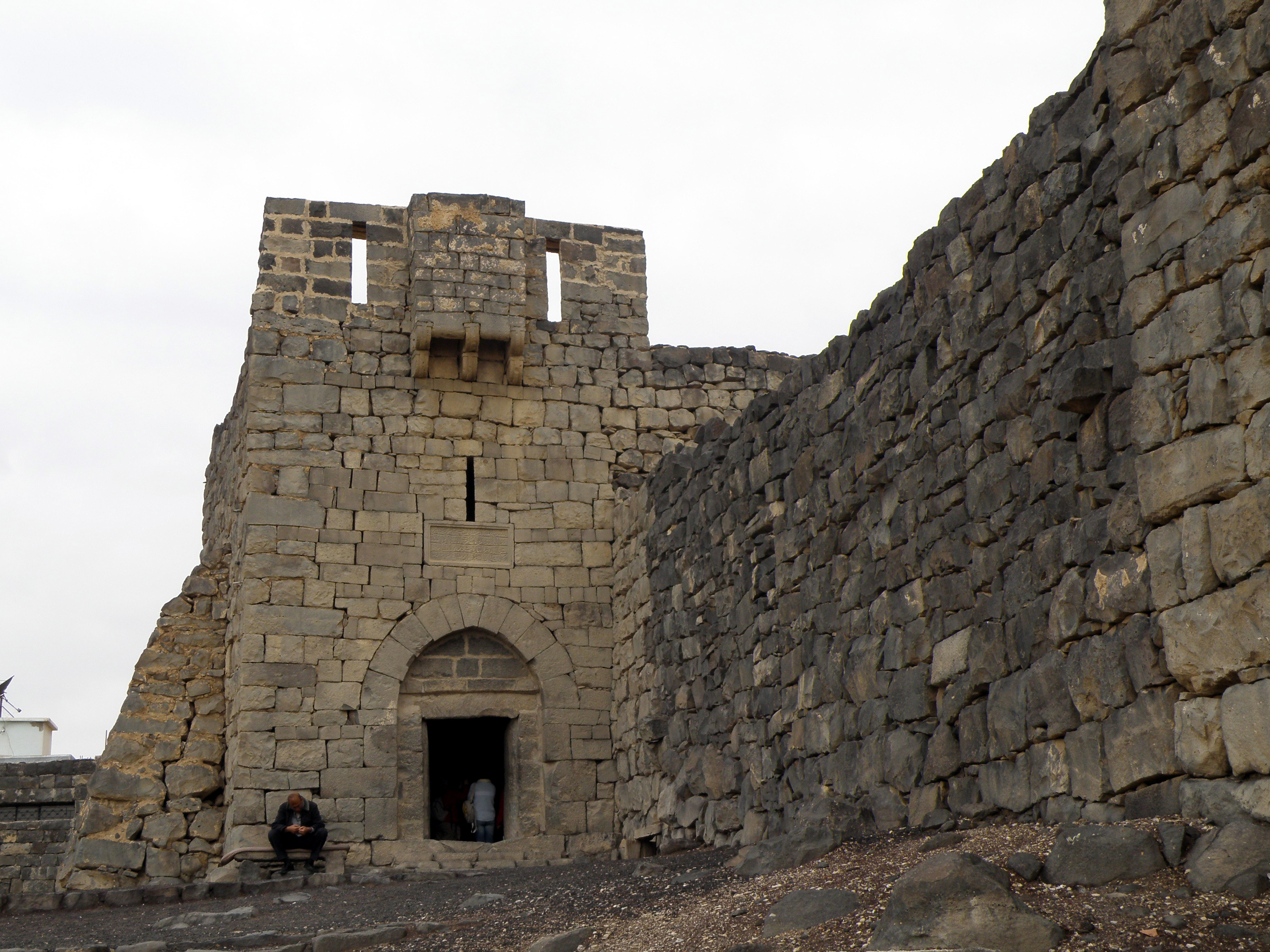
Qasr al-Àzraq

La ciutat es troba en una de les principals rutes del desert, cosa que ha facilitat el comerç dins la regió. L'oasi d'al-Àzraq té una llarga història que es remunta al Paleolític inferior, d'aquest període se'n troben nombroses restes a la reserva dels aiguamolls propera a la ciutat. També fou un lloc important durant l'EpiPaleolític i també està documentat com a localitat nabatea. El Qasr al-Àzraq data de l'època romana (segle iii) i fou molt modificat a l'edat mitjana pels mamelucs. Al període omeia, al sud de la ciutat s'hi va construir un pantà artificial. Durant la rebel·lió Àrab al començament del segle xx, hi va tenir el quarter general el tinent coronel T. E. Lawrence, conegut com a Lawrence d'Aràbia.

## Oasi i reserves naturals
L'oasi es troba avui dia sota l'empara de l'anomenada reserva dels aiguamolls d'al-Àzraq, creada el 1978 per la Reial Societat Jordana per a la Conservació de la Natura. Es troba a l'indret anomenat al-Àzraq al-Janubí, al sud de la ciutat; té una extensió de 12 km² i ha estat un lloc de descans per als ocells migratoris. El 1992, es va assecar el brollador que alimentava els aiguamolls i ara els ocells ja no hi paren. Actualment, s'hi llença aigua de manera artificial per mantenir la reserva com a destinació turística.

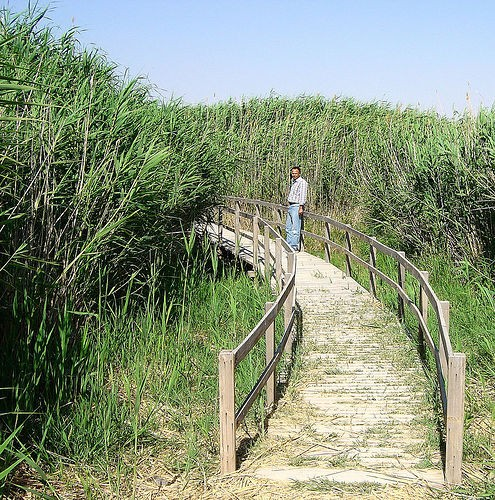
Canyís a la reserva natural d'aix-Xaumarí

Des de temps molt antics, al-Àzraq ha estat un lloc de pas de les caravanes de camells, que assaciaven la set a l'oasi, carregats amb espècies d'Aràbia, Mesopotàmia i Síria. Milions d'ocells que viatjaven entre Àfrica i Euràsia hi trobaven un lloc de repòs. A la dècada del 1960, però, se'n va començar a bombar l'aigua per tal d'abastir la capital, Amman, fins que als anys 90 els aiguamolls es van assecar. En van morir tots els búfals que hi havia i els ocells es van desviar fins al mar de Galilea (de 347.000 que hi paraven el 1967, l'any 2000 només se n'hi van aturar 1.200). Amb les aportacions d'aigua que s'hi fan actualment només es pot recuperar el 10% dels aiguamolls.
Més al sud de l'oasi, es troba també la reserva natural d'aix-Xaumarí (o Al-Shaumari), creada el 1975. Amb una extensió de 22 km², fou establerta per la Reial Societat Jordana per a la Conservació de la Natura per tal de protegir les espècies en perill d'extinció dels deserts del país. S'hi poden veure l'òrix d'Aràbia, l'hemió, la gasela persa i l'estruç.